# Marshall (Wisconsin)
Pour les articles homonymes, voir Marshall.
Marshall est un village américain situé dans le comté de Dane dans l’État du Wisconsin.